# 207 (tal)
207 är det naturliga talet som följer 206 och som följs av 208.

## Inom vetenskapen
- 207 Hedda, en asteroid

## Inom matematiken
- 207 är ett udda tal.